# 池田敏雄 (外交官)
池田 敏雄（いけた としお）は、日本の外交官、大使。クリチバ総領事を経て、駐モザンビーク特命全権大使。

## 経歴・人物
東京都出身。1977年東京都立大学 (1949-2011)法学部卒業、外務省入省。リオデジャネイロ領事、外務省中南米局南米課地域調整官を経て、2014年クリチバ総領事。2017年から駐モザンビーク特命全権大使を務め、8億8000万円を供与限度額とする無償資金協力の書簡の交換を行うなどした。